# Semaeopus todillaria
Semaeopus todillaria là một loài bướm đêm trong họ Geometridae.